# Place Royale (Reims)
Pour les articles homonymes, voir Place Royale.

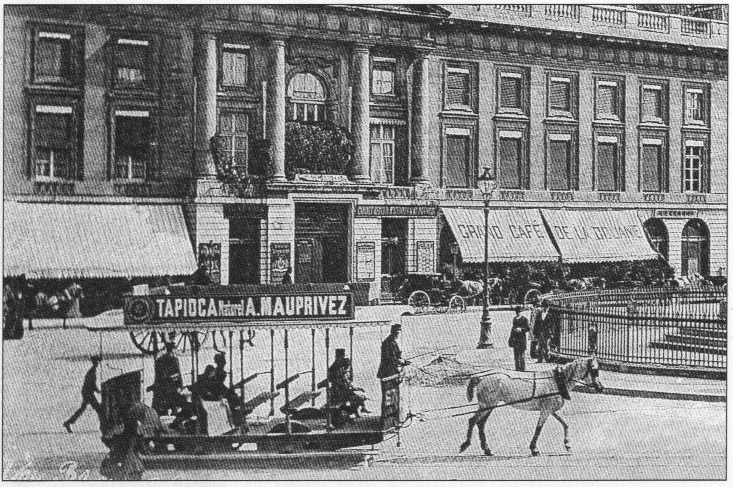
La place avec l'hôtel des Fermes, la grille du monument et le tram hippomobile, vers 1900.

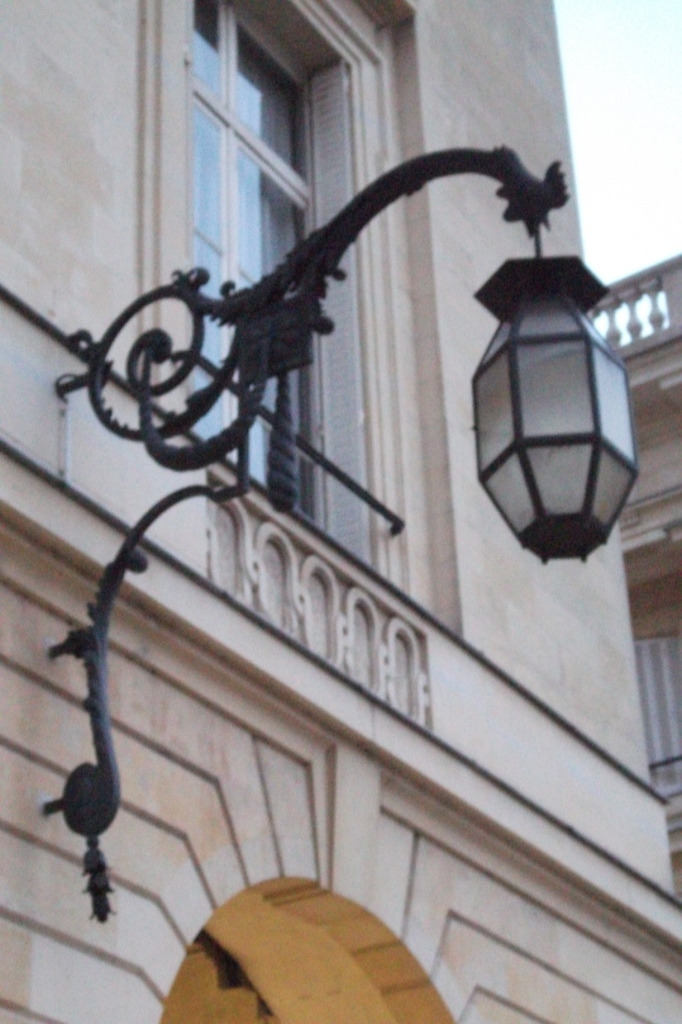
Lanterne du XVIIIe siècle à l'effigie d'un coq.

La place Royale est une place située dans le centre de Reims.

## Situation et accès
La place mesure, selon les dimensions de l'époque, 33 toises sur 38. Au centre, se trouvait un monument dédié à Louis XV, œuvre du sculpteur Pigalle. La statue royale a été détruite à la Révolution, remplacée en 1818 par un bronze de Pierre Cartellier représentant le roi en empereur romain. Les sculptures du piédestal, elles aussi de Pigalle, ont été conservées. Autour, la place est bordée de constructions à l'architecture ordonnancée, caractéristique des places royales.
La place est restée inachevé jusqu'en 1910, date à laquelle la Société Générale fit construire l'immeuble du côté sud-ouest. À la suite des destructions de la Première Guerre mondiale, les hôtels bordant la place ne conservent plus de leurs dispositions d'origine que les façades. Des surélévations ont malencontreusement rompu l'esthétique des parties hautes.
L'ensemble de la place (le monument et sol) fait l’objet d’une inscription au titre des monuments historiques depuis le 28 mars 1952.
L'une des quatre sous-préfectures du département de la Marne y occupe l'ancien hôtel des Fermes. La partie gauche du bâtiment a été occupé par le magasin d'habillement Dewachter frères à partir de 1884.

## Origine du nom
Elle porte ce nom en raison de la présence sur cette place de la statue de Louis XV.

## Historique
La place actuelle faisait partie de l'emprise du forum romain de Durocorturum, elle reprend les axes romains principaux, le Cardo et le Decumanus, mais au fil du temps elle se ferma sous la pression des constructions d'habitations, maisons avec jardins, qui appartenaient en grande partie au chapitre de Notre-Dame regroupé sous l'appellation de Grand Credo et appartenait à la paroisse Saint-Michel accueillant de nombreux chanoines.
Au XVIIIe le lieutenant des habitants (1746-1751) Louis-Jean Levesque de Pouilly proposa le percement du Grand Credo, rappelant que Marie Leszczyńska allant voir son mari le roi ne put traverser la ville en son carrosse. Le quartier était alors fait de venelles tortueuses de moins de dix pieds de large, des ruisseaux charriant les ordures longeaient celles-ci, les maisons étaient en saillie et même les piétons traversaient avec difficulté.
Le 16 décembre 1748, par délibération le conseil municipal approuva le projet et fit dresser un plan par M. de Monthelon et en 1751, Trudaine et Henri Louis de Barberie de Saint-Conteste firent une étude pour l'amélioration des routes royales.
La municipalité et M. Jean-François Rogier, le lieutenant des habitants demandèrent à Levesque le 3 décembre 1752 de relever un plan de la ville qui servit à adresser au roi une requête en ce sens. Le Conseil du roi le 20 mai 1755 approuva cette requête; cette place serait alors le croisement des routes de Paris aux frontières de Champagne et des Flandres à la Bourgogne. Ce projet amena un réaménagement d'envergure au delà même du quartier du grand credo, trois grands "redressements" sont alors mis en avant. D'une part le redressement des anciens cardos et decumanus par la destruction de la porte aux Ferrons (ou porte de Vénus) et la restructuration des places de marché au blé et aux draps (actuelle place du forum) avec la création d'une nouvelle perspective vers l’Hôtel de ville (actuelle rue Colbert). D'autre part par le redressement et l'élargissement de l'actuelle rue de Talleyrand/rue Chanzy pour des questions de commodité. Et enfin l'élargissement de l'actuelle rue Rockefeller pour faciliter l'arrivée du roi à la cathédrale lors du sacre. 
Le choix fut arrêté par l'arrêt du Conseil d'état du 20 mai 1755 qui posait la construction d'une place de 28 toises par 40 avec une rue de 1 200 de long, le Roi y joignant une aide pécuniaire pour l'exécution. Avant toute mise en travaux, un échange de pétitions et de mémoires essayèrent de montrer en quoi la place de la Couture, la porte aux ferrons étaient plus centrales. 
Le 13 mars 1756 archevêque écrivait contre le projet d'établir à Reims une Place Royale au quartier du Grand Credo auquel répondit le député de la ville M. de la Salle de l'Étang en son précis pour les Officiers de Reims en réponse au mémoire du chapitre et la réponse des Lieutenants, Gens du Conseil et échevins de la ville de Reims, au mémoire de M. l'archevêque-duc de Reims et du chapitre de l'église métropolitaine contre le projet d'établissement d'une place royale au quartier du Grand Credo (août 1756). 
La chose allant jusqu'au procès, le Conseil d'état débouta l'archevêque et le chapitre par un arrêt du 6 septembre 1756. Les travaux pouvant alors commencer le 5 décembre 1758 (lieutenance de Henri Coquebert), ce fut fait par le directeur des Ponts et chaussées Trudaine et l'architecte de la place Jean-Gabriel Legendre, ingénieur du roi.
Affecté en 1754 à la province de Champagne, et dont l'épouse fut Marie-Charlotte Volland, sœur de Sophie Volland, ce dernier consacra d'ailleurs un texte au récent Monument de la place de Reims. Legendre était alors logé en la maison du chanoine Camus jusqu'à ce que le 29 septembre 1760 les travaux s'achèvent sans être pour autant conclus et ayant couté 620 000 Livres. S'élevaient alors les maisons qui faisaient la perspective vers l'hôtel de ville, en même temps M.Trudaine proposait au chapitre la construction d'une maison commune pour accueillir un hôtel des fermes qui deviendra l'actuelle Sous-préfecture de Reims (l'immeuble fait l’objet d’une inscription au titre des monuments historiques depuis le 19 août 1953.), la Douane et les Aides, les logements du receveur, du contrôleur, du visiteur des Douanes, le directeur et le receveur des Aides. Le Conseil d'état et le Conseil de ville acceptèrent que l'élévation de la façade fut aux dépens de la ville et qu'elle paierait loyer, les travaux purent alors commencer le 10 février 1759. Il fut terminé le 30 septembre 1761 pour une dépense de 180 000 livres alors qu'il était prévu 67 000 livres de dépense, fut revendu pour 130 000 le 8 février 1791 à M.Henriot.

Le Monument à Louis XV
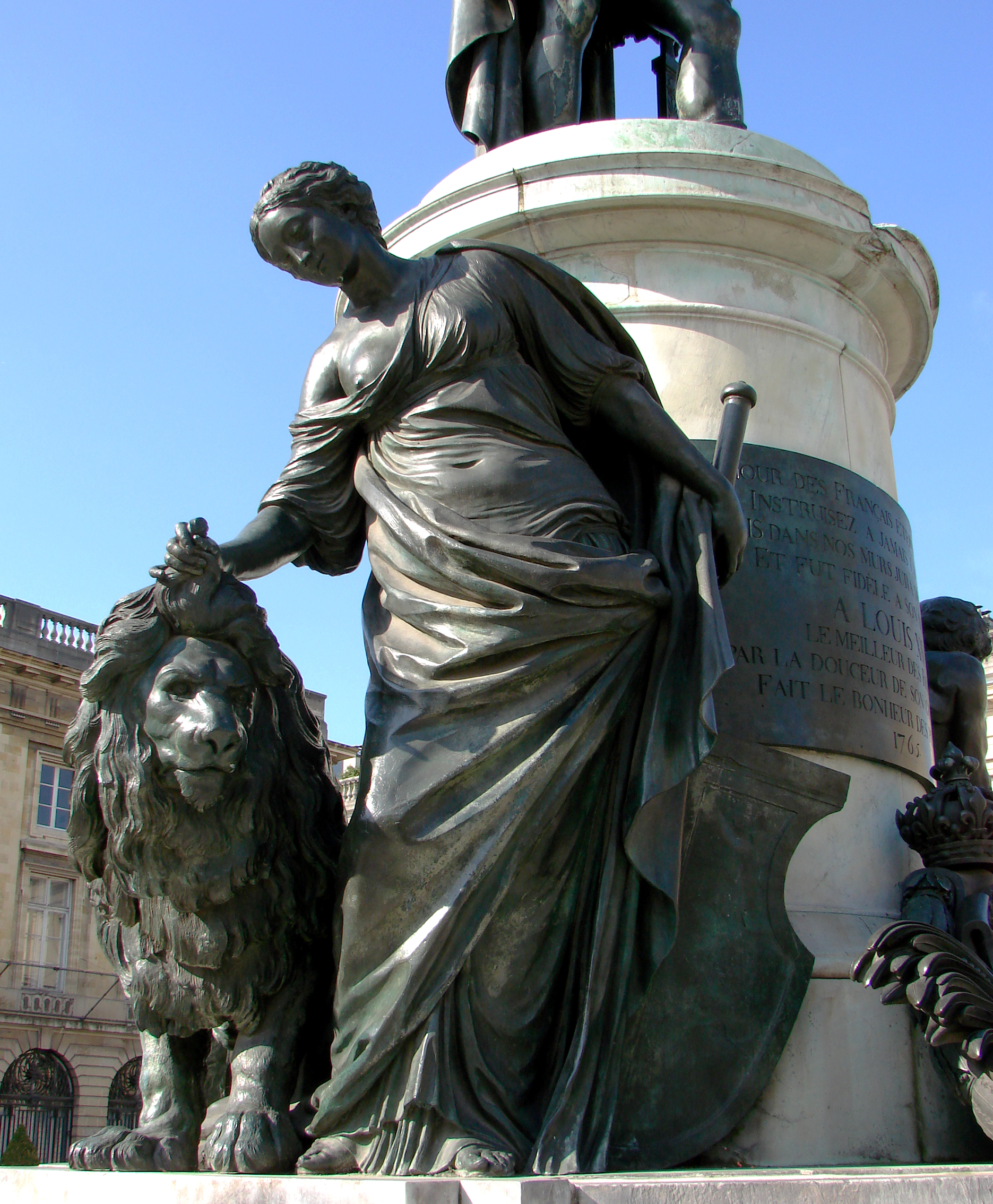
Détail du monument (à dextre) : La Loi dominant la Force, par Jean-Baptiste Pigalle.
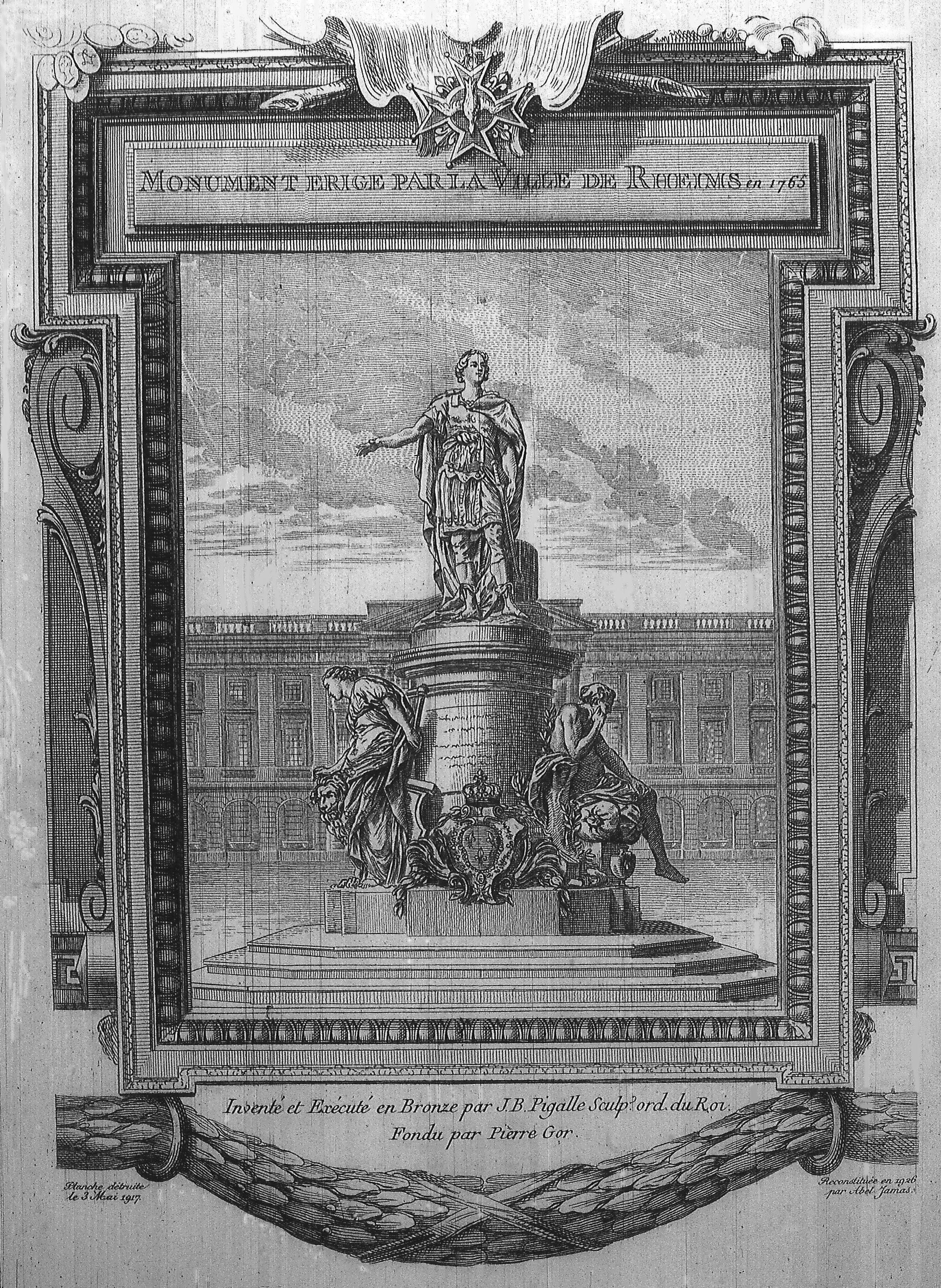
dessin de la statue disparue,
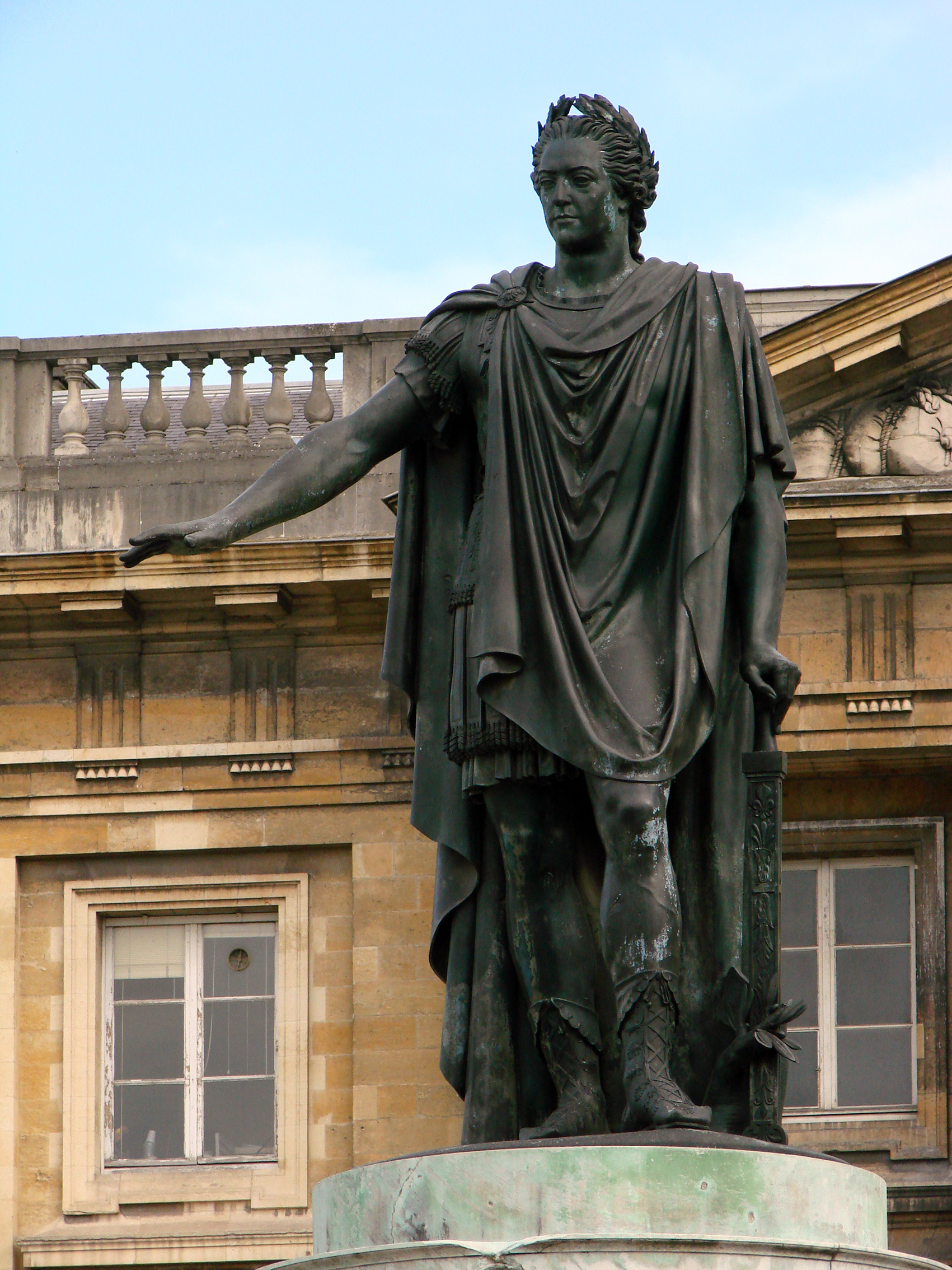
Détail du monument : statue sommitale de Louis XV en empereur romain, par Pierre Cartellier.
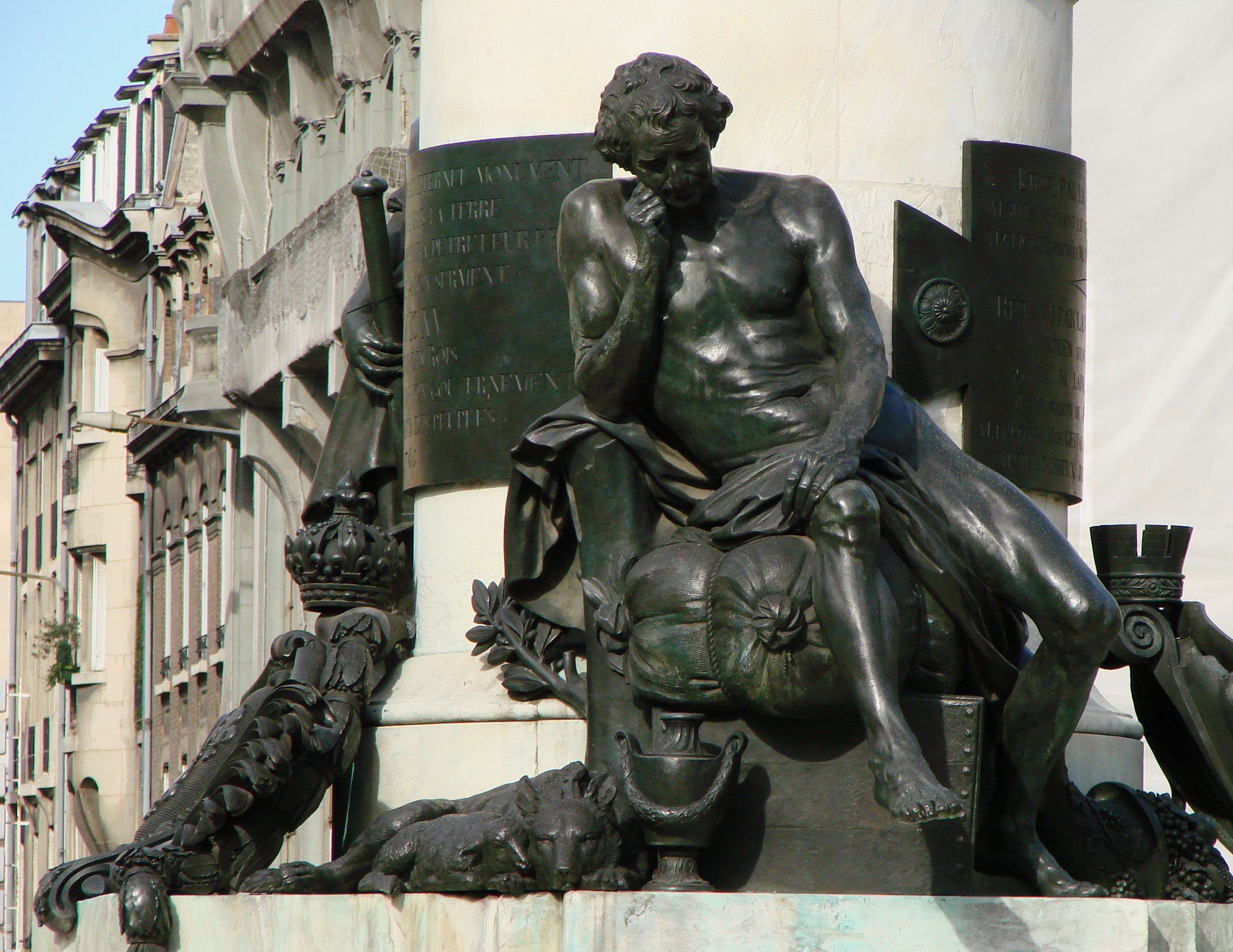
Détail du monument (à senestre) : Le Citoyen, ou Le Commerce, autoportrait de Jean-Baptiste Pigalle.

Les travaux durèrent 19 ans, jusqu'à 1788 pour la partie ouest de la place.
Le pavement se fit en 1766 et son embellissement par le Monument à Louis XV, œuvre de Jean Baptiste Sutaine et Pigalle qui est inauguré le 26 août 1765 et son illumination par vingt lanternes en 1763.
Le Génie du Commerce (dit aussi Le Citoyen) d'un côté et La Raison maitrisant la Force de l'autre sont de cette époque.
Le 12 août 1792, en une séance du Conseil, le sieur Pierre Jacotin, cardeur de laine de Flechambault, demanda la descente de la statue. Le 15 août vers 2 heures elle est versée bas en présence du procureur de la commune Couplet dit Beaucourt. Le bronze devait aller en la fonderie de Metz pour en faire des canons et une Liberté devait la remplacer. Une pyramide fut élevée pour y inscrire les noms des citoyens tombés à Valmy lors de la fête civique du 23 thermidor an I. Le 22 thermidor an XI, lors du passage du Premier consul, on remplaça la pyramide en ruine par un trophée avec deux inscriptions. Puis lors du passage de Marie-Louise, le 27 mars 1810, un cube supportant un globe bleu ciel fut érigé sur la place, rebaptisée place impériale depuis 1803.
La première pierre du monument actuel fut placée le 30 mars 1818, avec les marbres venant d'Italie destinés originellement à la construction du monument du maréchal Lannes et bloqués à Reims depuis 1814. Le monument comprenant la nouvelle statue de Louis XV par Pierre Cartellier et les allégories de Pigalle fut inauguré le 25 août 1819 avec une fête aussi majestueuse que celle de 1765. L'édifice était entouré d'une grille.

Depuis 1830, de nombreuses délibérations municipales remirent en question la place de la statue du roi, proposant de la remplacer par une statue de Colbert (mai 1885, novembre 1894, décembre 1900, juillet 1902).
L'architecture de la place finit d'être unifiée en 1910 avec la construction par la Société Générale du dernier bâtiment, celui de l'angle sud-ouest. La place est aussi à ce moment le lieu du marché aux fleurs.
Elle est actuellement redevenue pavée et interdite au stationnement pour lui rendre une esthétique plus harmonieuse.

### Les Louis XV
Jadis, les Rémois appelaient les sans-abris "les Louis XV". Au début du XXe siècle, le monument à Louis XV était protégé par une grille qui fut enlevée vers 1910, permettant aux sans-abris de s'asseoir sur les marches. En effet les journaliers se regroupaient place Royale dans l'espoir d'une embauche.

### La numérotation des rues
En 1842, la place royale est utilisée pour renuméroter les maisons dans les rues de la ville. Les premiers numéros sont les plus rapprochées de la place. Les numéros pairs sont attribués au côté droit en partant de la place royale, et les numéros impairs au côté gauche en partant de la place.

## Bibliographie

La place Royale
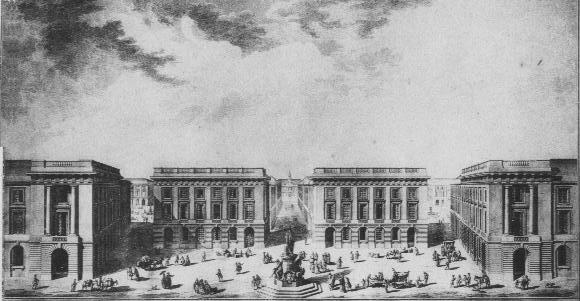
Perspective depuis le toit de l'hôtel des fermes vers la mairie, gravure du XVIII.
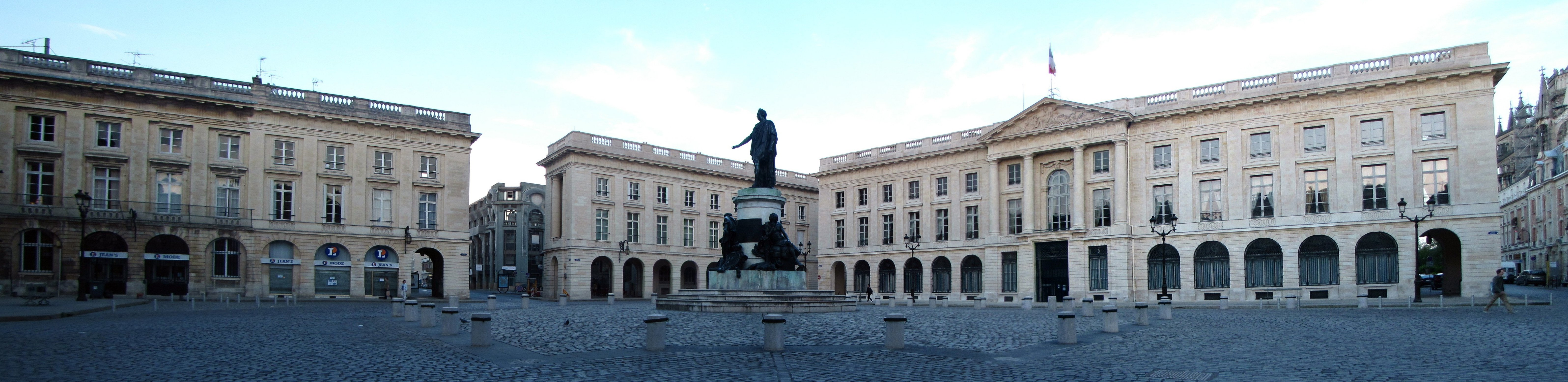
La place en 2011.
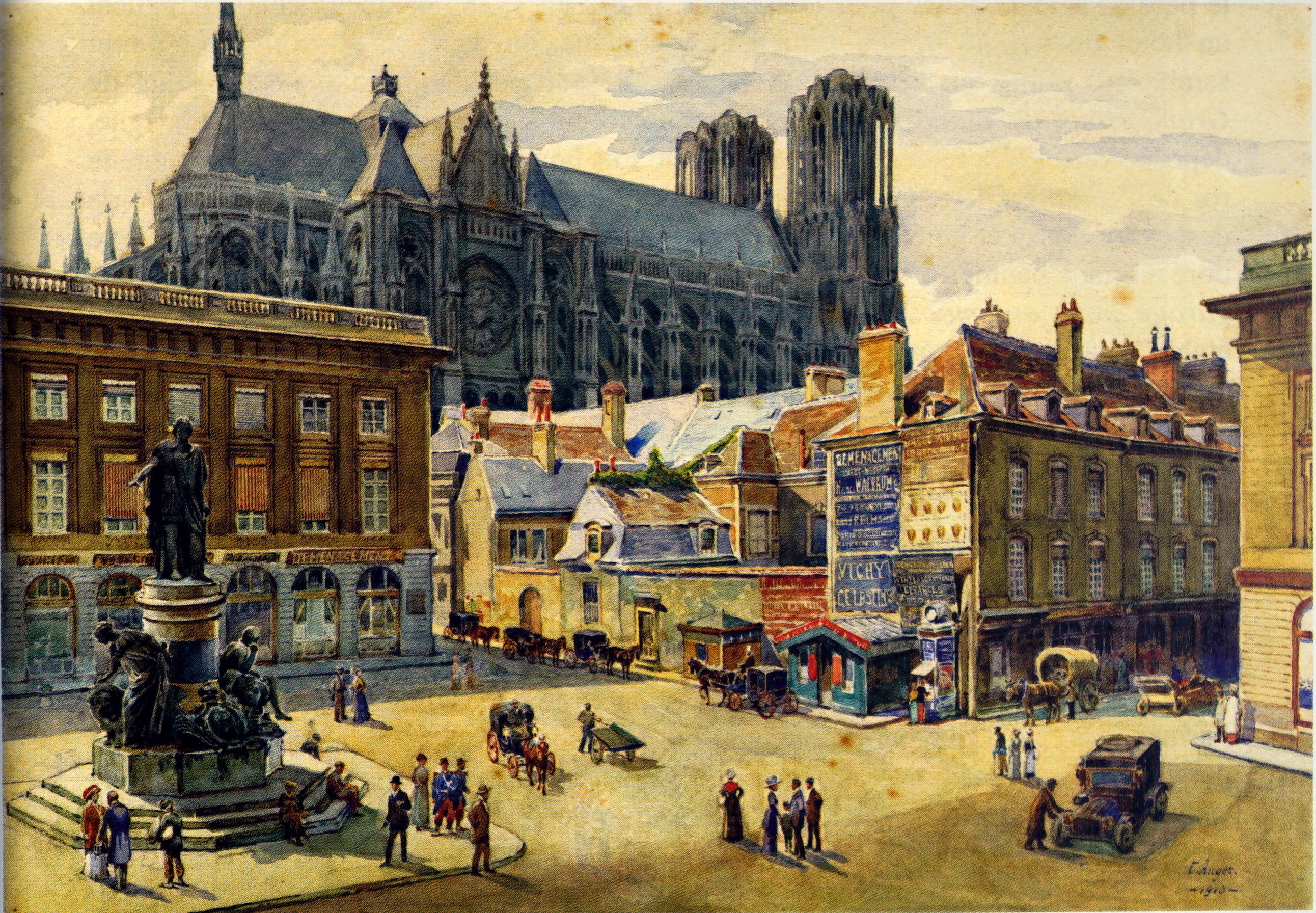
Vue vers la cathédrale et de l'angle de la rue Carnot par Eugène Auger en 1910.